# 龍元儼
龍元儼（1812年—1875年），字望如，廣東順德人。清朝政治人物，詩人。

## 生平
龍元儼為道光十一年（1831年）辛卯科舉人，道光二十七年（1847年）丁未科二甲進士。以知縣即用，改捐郎中，在戶部河南司行走。他不喜做官，優游鄉里，工詩詞，尤善五言古風。民國《順德縣誌》有傳。

## 家族
龍元儼出身順德大良龍氏，家族為科舉世家，祖父龍應時，伯父龍廷槐，兄龍元僖皆為進士。子龍贊宸、龍贊新中舉人。